# Мазурино (Миорский район)
Мазу́рино (бел. Мазу́рына) — деревня в Миорском районе Витебской области. Входит в состав Зау́тьевского сельсовета. Деревня находится на левом берегу реки Западная Двина в 6 километрах к востоку от города Дисна и граничит с деревней Подвинье. На территории находиться Дисненское Лесничество.

## История
В 1921—1945 годах деревня в составе гмины Николаёво Виленского воеводства Польской Республики.

## Население
- 1921 год — 99  жителей, 16 домов[5].
- 1931 год — 104  жителей, 17 домов[6].

Население деревни — 3 человека (2019). Помимо этого в деревне много дачников. Имеются Домики охотника, в которые туристы приезжают отдыхать.